# Contravenție
O contravenție este o faptă ilicită, de gravitate redusă, săvârșită cu vinovăție, care nu constituie infracțiune, dar este sancționată de lege. Contravențiile sunt reglementate prin acte normative specifice și pot fi constatate și sancționate de către autorități competente, cum ar fi poliția, jandarmeria sau autorități locale.

## Caracteristici
- Faptă ilicită: Contravențiile reprezintă abateri de la normele legale.
- Gravitate redusă: Spre deosebire de infracțiuni, contravențiile au un pericol social mai mic.
- Sancțiuni specifice: Cele mai frecvente sancțiuni sunt amenzile, avertismentele, muncă în folosul comunității sau alte măsuri administrative.

## Exemple de contravenții
- Depășirea limitei legale de viteză.
- Nepurtarea centurii de siguranță.
- Aruncarea de gunoaie pe domeniul public.
- Fumatul în spații interzise.
- Tulburarea liniștii publice.

## Sancțiuni
Sancțiunile contravenționale sunt prevăzute de lege și pot varia în funcție de gravitatea faptei. Cele mai comune sancțiuni includ:
- Avertisment: Scris sau verbal, aplicat pentru fapte minore.
- Amendă: Sumă de bani pe care contravenientul trebuie să o achite.
- Muncă în folosul comunității: Se aplică în anumite cazuri prevăzute de lege.

## Diferențe față de infracțiune
- O infracțiune este o faptă cu un grad de pericol social mai mare și este sancționată penal.
- Contravențiile sunt fapte mai puțin grave și sunt sancționate administrativ.

## Reglementări
În România, contravențiile sunt reglementate prin Ordonanța Guvernului nr. 2/2001 privind regimul juridic al contravențiilor, precum și prin alte acte normative specifice fiecărui domeniu (Codul Rutier, Legea Ordinii Publice etc.).

## Contestarea sancțiunilor
Persoanele sancționate contravențional pot contesta sancțiunea în instanță, conform procedurilor prevăzute de lege.